# Sport Club Corinthians Paulista
Sport Club Corinthians Paulista là câu lạc bộ bóng đá Brasil thành lập ngày 1-9-1910, đang chơi ở Giải vô địch bóng đá Brasil.

## Achievements
World
- FIFA Club World Cup (2): 2000,

2012
Continent
- Copa Libertadores da América (1): 2012

National
- Campeonato Brasileiro Série A (7): 1990, 1998, 1999, 2005, 2011, 2015, 2017
- Campeonato Brasileiro Série B (1): 2008
- Copa do Brasil (3): 1995, 2002, 2009
- Supercopa do Brasil (1): 1991

Regional
- Rio-São Paulo Tournament (5): 1950, 1953, 1954, 1966, 2002

State
- Campeonato Paulista (26): 1914, 1916, 1922, 1923, 1924, 1928, 1929, 1930, 1937, 1938, 1939, 1941, 1951, 1952, 1954, 1977, 1979, 1982, 1983, 1988, 1995, 1997, 1999, 2001, 2003, 2009